# نوكيا آشا 310
نوكيا آشا 310 (بالإنجليزية: Nokia Asha 310) هو هاتف محمول من نوكيا ضمن سلسلة نوكيا آشا، تم طرحه في الأسواق في 2013.

## مواصفات هاتف أشا Asha 310
- يمكن استخدام شرحتين اتصال .
- يدعم شبكات واي فاي لاسلكية
- شاشة لمس من نوع TFT مقاومة للخدوش بقياس 3 بوصة.
- كاميرا خلفية بدقة 2 ميجا بكسل
- هاتف 4GB مساحة تخزينية مع إمكانية زيادتها عبر بطاقة ذاكرة خارجية حتى سعة 32GB إضافية.
- دعم تحميل 40 لعبة مجانية من شركة EA Games من متجر نوكيا
- دعم تشغيل مقاطع الفيديو من موقع يوتيوب .
- ومن التطبيقات المثبتة التي تأتي مع الهاتف تطبيقي فيسبوك وتويتر بخلاف تطبيق المحادثة eBuddyوتطبيق الخرائط والملاحة Nokia Maps الذي يعمل بوجود أو عدم وجود اتصال بالإنترنت، وذلك بالإضافة إلى دعم تشغيل تطبيقات لخدمات ياهو

وخدمة البريد الإلكتروني من جوجل والمعروفة باسم جيميل
- ويقدم هاتف Asha 310 أيضاً متصفح Nokia Xpress Browser الذي يوفر تجربة تصفح سريعة وسلسة،

مع دعم تقنية ضغط بيانات الإنترنت بنسبة تصل إلى 90%، الأمر الذي يوفر الكثير من المال على المستخدم.
1. ↑  الوصول: 27 يونيو 2018. وصلة مرجع: https://www.priceza.co.id/p/harga/nokia-asha-310/1017001.
2. ↑  Tools and Productivity نسخة محفوظة 04 أبريل 2015 على موقع واي باك مشين.

وله ازرارناعمه يمكن الضغط عليها بسهوله.